# 진주 명석 자웅석
진주 명석 자웅석(晉州 鳴石 雌雄石)은 대한민국 경상남도 진주시 명석면 신기리에 있는, 남·여를 상징하는 한 쌍의 성기 모양 암석이다.
1988년 12월 23일 경상남도의 민속문화재 제12호 명석 자웅석으로 지정되었다가, 2018년 12월 20일 현재의 명칭으로 변경되었다.

## 개요
남·여를 상징하는 한 쌍의 성기 모양 암석이다.
전하는 말에 의하면 고려말 왜적의 침입에 대비하기 위하여 ‘진주토성’을 다시 돌로 쌓았는데, 성쌓기에 참여했던 승려가 암자로 돌아가던 중 2개의 돌이 굴러오는 것을 보았다고 한다. 성을 쌓는데 필요한 성돌이 되려고 간다는 말에 승려가 모두 완성되었다고 대답하자 두 돌 모두 그 자리에 서서 통곡을 하며 울었다 한다. 이에 감복한 승려가 나라에 충성하는 돌이란 뜻으로 ‘보국충석(輔國忠石)’이라 하여 아홉 번 절을 하였고, 이 때부터 두 개의 돌을 ‘운돌’혹은 ‘명석(鳴石)’이라 이름 부르게 되었고, 이 마을을 구복동(九伏洞), 돌이 굴러온 골짜기를 구배곡(九拜谷) 또는 구복곡(九伏谷)이라 칭하게 되었다 한다.
두 돌은 각각 남녀의 성기 모양과 비슷한 형태로, 숫돌은 높이 85cm, 바닥지름 63cm, 둘레길이 220cm의 크기로 위가 볼록한 모양이고, 암돌은 높이 75cm, 바닥지름 55cm, 둘레 160cm로 여자가 족두리를 쓴 형태이다. 원래 숫돌은 현재 자리에서 북동쪽 300m 지점의 논두렁에, 암돌은 북쪽 500m 지점의 하천변에 있었는데, 1973년 마을 주민들이 이곳에 명석각(鳴石閣)을 짓고 옮겨와 매년 3월 3일에 이들의 호국충성을 기리기 위한 제사를 지내고 있다고 한다.
자식을 많이 낳고, 농사의 풍요를 빌던 대상물이 나라를 지키고 백성을 평안하게 한다는 조선시대의 호국의식과 맞물려 그 신앙을 꾸준히 이어온 대표적인 예라 할 수 있다.과거 폭동이 일어난 배경이기도하다

## 참고 문헌
- 진주 명석 자웅석 - 국가유산청 국가유산포털